# Mary Cholmondeley, lady Delamere
Mary Cholmondeley, lady Delamere (rozená Ruth Mary Clarisse Ashley, prvním sňatkem Cunningham-Reidová a druhým Gardnerová; 22. července 1906, Stanmore – 10. října 1986, Cambridge) byla britská dědička a prominentka. Jako vnučka německo-židovského bankéře sira Ernesta Cassela zdědila několik pozemků včetně velkého panského domu v Six Mile Bottom a půl dědova jmění (v roce 2020 v hodnotě přibližně 50 milionů liber). Noviny The Cincinnati Enquirer o ní hovořily jako o „nejbohatší dívce Anglie“, když informovaly o jejím prvním manželství s kapitánem Alecem Cunninghamem-Reidem. Třikrát se vdala, třetím sňatkem s Thomasem Cholmondeleym, 4. baronem Delamerem se stala peerkou. Lady Delamere byla mladší sestrou Edwiny Mountbattenové, hraběnky Mountbattenové z Burmy.

## Původ a rodina
Lady Delamere se narodila jako Ruth Mary Clarisse Ashleyová 22. července 1906 ve Stanmore jako mladší dcera plukovníka Wilfrida Ashleyho, 1. barona Mount Templa, a Amalie Mary Maud Casselové. Její starší sestrou byla Edwina Mountbattenová, hraběnka Mountbattenová z Burmy. Její děd Evelyn Ashley byl Náměstkem státního tajemníka pro kolonie a členem parlamentu Spojeného království a mladším synem Anthonyho Ashley-Coopera, 7. hraběte z Shaftesbury. Její druhý děd Ernest Cassel byl v Prusku narozeným židovským bankéřem a kapitalistou, který se stal britským občanem a katolíkem. Bratrancem Mary byl sir Felix Cassel, 1. baronet.
Její matka zemřela v roce 1911 na tuberkulózu a otec se znovu oženil s Murieil Forbes-Sempillovou.
Její neteř lady Pamela Hicksová ji popsala jako "spíše vznětlivou" a "prchlivou".

## Manželství a potomci
V roce 1921 zemřel její děd sir Ernest Cassel a zanechal jí a její sestře většinu svého majetku (v roce 2020 v hodnotě asi 50 milionů liber). Jako součást dědictví Mary obdržela Six Mile Bottom Hall, velký tudorovský venkovský dům v Six Mile Bottom.
12. května 1927 se jako dvacetiletá provdala za kapitána Aleca Cunningham-Reida, o jedenáct let staršího vojenského důstojníka a politika. Noviny The Cincinnati Enquirer pár popsaly jako "nejbohatší dívka Anglie a nejkrásnější muž". Měli spolu dva syny, Michaela Duncana Aleca a Noela Roberta. Na líbánkách trvala na tom, aby se o její bohatství podělili, protože „žádná slušná žena nemá ráda, když s ní muž žije v charitě“. V roce 1940 se rozvedli.
3. září 1940 se podruhé provdala za majora Ernesta Laurieho Gardnera. Rozvedli se v roce 1943. Potřetí se vdala 15. června 1944 za Thomase Cholmondeleyho, 4. barona Delamere. Spolu se rozvedli v roce 1955.
Lady Mary zemřela 10. října 1986 ve věku 80 let v Cambridge.